# Beilik van Teke
De Anatolische beilik van Teke (Turks: Tekeoğulları Beyliği, 1321-1423), met haar hoofdstad Antalya, was een van de grensvorstendommen die door de Turkse clans van Oguzen werden opgericht na de val van het Seltsjoek-sultanaat Rûm.
De Teke-dynastie begon met een verdeling van gebieden tussen twee broers van de Hamid-dynastie. Joenoes Bei werd de eerste heerser van de beilik. De inwoners spraken Anatolisch Turks. 

## Lijst van beis
1. Joenoes Bei (1319-1324)
2. Mahmoed Bei (1324-1328)
3. Sinaanoeddin Khidr Bei (1328-1355)
4. Dadij Bei (1355-1360)
5. Moebaarizoeddin Mohammed Bei (1360-1380)
6. Osman Tsjelebi (1380-1391)

Ottomaanse bezetting (1391-1402)
1. Osman Tsjelebi (1402-1421)